# سة كهور (مقاطعة فهرج)
سة كهور (بالفارسية: سه کهور) هي قرية تقع في ناحية نغين كوير في إيران. يقدر عدد سكانها بـ 1,548 نسمة .